# Équipe de république démocratique du Congo de football
Cet article traite de l'équipe masculine. Pour l'équipe féminine, voir Équipe de république démocratique du Congo féminine de football.
Ne doit pas être confondu avec Équipe du Congo de football.
Maillots
Actualités
L'équipe de République démocratique du Congo de football, surnommée les Léopards (appelés les Simba entre 1997 et 2006), représente de joueurs congolais sous l'égide de la FECOFA. De 1971 à 1997, l'équipe portait le nom d'équipe du Zaïre de football.
Le plus haut classement du pays au classement FIFA est la 28e place . En tant que Zaïre, ils ont été la première équipe d' Afrique subsaharienne à se qualifier pour la Coupe du Monde de la FIFA en 1974 et ont remporté deux fois la Coupe d'Afrique des Nations en 1968 et en 1974.

## Histoire

### Les différents noms du pays dans l’histoire
Durant le XXe siècle, le pays a porté plusieurs noms et c’est pour éviter la confusion qu’est fait ce bref rappel historique. Le pays fut nommé Congo belge jusqu’en 1960 (année de l'indépendance) et de 1960 à 1971, « République démocratique du Congo ». De 1971 à 1997, le pays porte le nom de Zaïre et à partir de 1997, la République démocratique du Congo prend la place du Zaïre.

### Les débuts de la sélection (1948-1968)
La Fédération congolaise de football association (FECOFA) est fondée en 1919 alors que le pays n’était pas encore indépendant. Le premier match de l’équipe de république démocratique du Congo de football fut joué en 1948, sous le nom de Congo belge; à domicile contre la Rhodésie du Nord (actuelle Zambie), qui se conclut par une victoire des locaux 3-2. Elle est affiliée à la FIFA depuis 1962 et est membre de la Confédération africaine de football depuis 1963. Le 11 avril 1963, au Sénégal, le pays qui se nomme  république démocratique du Congo  affronte la Mauritanie et s’impose 6-0. L'équipe nationale a participé à la Coupe d'Afrique des Nations pour la première fois en 1965 .

### La période de gloire (1968-1974)

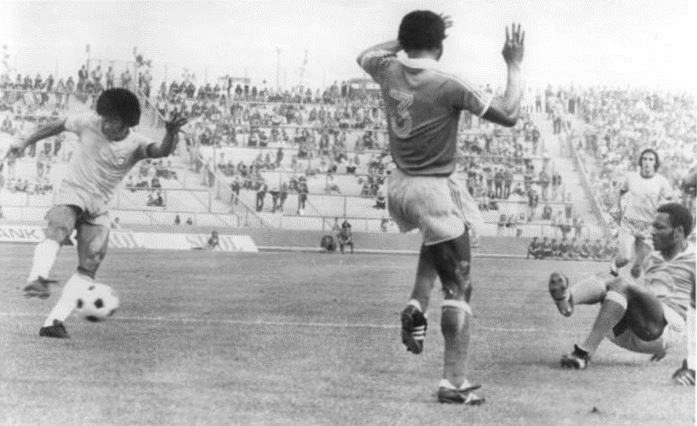
Zaire contre Brésil à la coupe du monde 1974

La république démocratique du Congo a remporté son premier succès international à la Coupe d'Afrique des nations de football 1968 (en Éthiopie) en dominant le Congo Brazzaville sur le score de 3-0 (buts de Muwawa et doublé de Kabamba), mais s’incline contre le Ghana 2-1 malgré le but de Mokili, et bat le Sénégal (2-1, buts de Kidumu et de Elias Tshimanga). Puis en demi, elle bat le pays organisateur, l’Éthiopie sur le score de 3 buts à 2 (buts de Kidumu et doublé de Mungamuni) et bat le Ghana en finale (1-0, but à la 66e minute de Pierre Kalala Mukendi). La plus large victoire de l’équipe de république démocratique du Congo a lieu le 22 novembre 1969, à domicile, qui se conclut par une victoire 10-1 contre la Zambie. De 1971 à 1997, l'équipe portait le nom d'équipe du Zaïre de football. Son premier match en tant que Zaïre fut joué au Cameroun, le 25 février 1972, contre le Soudan qui se solde par une victoire zaïroise sur le score de 3-0. Deux ans plus tard, sous le nom de Zaïre, elle récidive en remportant la CAN organisée en Égypte en battant au premier tour la Guinée 2 buts à 1 (doublé de Pierre Ndaye Mulamba), s’inclinant contre le Congo (2-1, but de Mayanga Maku) et battant l’Île Maurice (4-1, doublé de Mayanga, but de Pierre Mulamba et de Kakoko). En demi, étant menée 2-0 par le pays organisateur, elle s’impose 3-2 (doublé de Pierre Mulamba et but de Kidumu). En finale, le Zaïre rencontre la Zambie, et fait un match nul 2-2 après prolongations (doublé de Pierre Mulamba) et doit rejouer le match deux jours plus tard. Elle remporte le titre par un but de Pierre Mulamba, ce qui fait de lui le meilleur buteur de la compétition.Bien qu'une poignée de joueurs congolais aient joué en Europe (en particulier en Belgique) au cours de ces années, les joueurs basés à l'étranger étaient rarement rappelés pour des fonctions internationales; une exception rare a été Julien Kialunda qui a représenté le Zaïre (comme le pays était alors connu) à la  coupe d'Afrique des Nations 1972 en jouant pour Anderlecht. Il détient, de plus, le record de buts marqués dans une phase finale de Coupe d'Afrique des nations avec 9 buts en 6 matchs lors de la CAN 1974 en Égypte. Pour la première et unique fois de l'histoire de la compétition, la finale est rejouée après un score de parité lors du premier match (2-2 à l'issue du temps réglementaire). Lors de la deuxième rencontre, le Zaïre s'impose 2-0. À l'issue de la compétition, l'équipe du Zaïre a regagné son pays par avion présidentiel laissé à sa disposition par Mobutu Sésé séko. Mais surtout, elle est cette année-là la première nation d'Afrique noire à participer à une phase finale de coupe du monde lors du Mondial allemand de 1974, se qualifiant pour le tournoi de 1974 à la place du Maroc, l'équipe de 1970, qu'ils ont battu lors du qualificatif décisif 3-0 à Kinshasa. Tel était le désir de promouvoir une identité du Zaïre en tant qu'acteur mondial que Mobutu a payé pour des panneaux publicitaires à la Coupe du monde pour afficher des messages tels que «Zaïre-Paix» et «Aller au Zaïre». Lors du tournoi lui-même, le Zaïre n'a pas réussi à marquer de buts et a perdu tous ses matchs, mais a donné des performances crédibles contre l' Écosse et le Brésil . Cependant, leur défaite de 9-0 contre la  Yougoslavie à Gelsenkirchen, le 18 juin 1974, reste l'une des pires défaites de la Coupe du monde, à égalité avec le Salvador (défaite 10-1 contre la  Hongrie en 1982) et surtout la plus large défaite enregistrée par le pays de son histoire. Il termina dernier du mondial avec 14 buts encaissés (à égalité avec Haïti) sans en marquer un seul. Pour anecdote, le père du joueur international français Rio Antonio Mavuba, Ricky Mavuba, a participé à la Coupe du monde 1974 en tant que milieu défensif pour le Zaïre. Un moment bizarre est venu dans le match contre le Brésil; face à un coup franc à 25 mètres, le défenseur Mwepu Ilunga, après avoir entendu l'arbitre siffler, s'est précipité hors du mur du Zaïre et a donné un coup de pied dans le ballon, pour lequel il a reçu un carton jaune. Cela a été élu le 17e plus grand moment de la Coupe du monde dans un sondage Channel 4. Ilunga a déclaré qu'il était tout à fait au courant des règles et espérait convaincre l'arbitre de l'expulser. Le carton rouge prévu aurait été une protestation contre les autorités de son pays, qui auraient privé les joueurs de leurs gains. De nombreux commentateurs contemporains l'ont plutôt considéré comme un exemple de la "naïveté et indiscipline" du football africain. 

### La période de crise (1976-1990)
Après leur titre de champion d’Afrique et leur participation à la Coupe du monde, l’équipe de république démocratique du Congo ne confirme pas son titre lors de la CAN 1976, où elle est éliminée dès le premier tour, après avoir enregistré un nul et deux défaites en phase de groupes. Le Maroc a remporté le tournoi. De 1978 à 1986, le pays ne participa à aucune CAN, tout en ne participant pas aux qualifications pour la Coupe du monde 1978 et la Coupe du monde 1986 . En 1988, elle termine dernière de sa poule malgré deux matchs nuls, l'un contre le Maroc pays organisateur (1-1) avec des buts de Merry Krimau sur penalty pour la sélection marocaine et l'égalisation de l'attaquant Lutonadio et l'autre match nul face à la Côte d'Ivoire (1-1) ouverture du score pour le Zaïre d'un tir tonitruant d'Eugène Kabongo Ngoy et égalisation ivoirienne par Abdoulaye Traoré. Le Zaïre perd le troisième match (1-0) contre l’Algérie but de Abdelkader Ferhaoui. En 1990, elle ne participa pas à la CAN.

### Le retour sur le plan continental (1992-2006)
De 1992 à 1996, le Zaïre atteignit trois fois de suite les quarts de finale (battue en 1992 par le Nigeria, de même en 1994 encore par le Nigeria et en 1996 par le Ghana). En 1997, le pays reprend le nom de RD Congo et l'équipe nationale a été rebaptisée Simbas, un surnom qui est resté pendant les neuf années suivantes . Il joue son premier match sous ce nom contre le Congo à Brazzaville, le 8 juin 1997 qui se solde par une victoire des locaux 1-0. Lors de la CAN 1998, sous la conduite de Louis Watunda Iyolo, la RD Congo prend la troisième place en battant le Cameroun en quart de finale, le Burkina Faso, sur le score de 4-4 tab 3-1. En 2000, elle termine troisième du groupe. En 2002, elle est éliminée en quarts de finale par le Sénégal, puis en 2004, elle repart dès le premier tour après trois défaites consécutives en phase de groupes. Et en 2006, emmenée par Claude Le Roy, après avoir terminé second du groupe derrière le Cameroun, elle s’incline contre l’Égypte sur le score de 4 buts à 1.

### De 2006 à 2009
Dans le groupe 10 des qualifications de la CAN 2008, composé de la Libye, de la Namibie et de l'Éthiopie, la RD Congo à l’avant-dernière journée était première du groupe avec 8 points, devançant la Namibie (7 points), la Libye (7 points) et l’Éthiopie (6 points). Mais lors de la dernière journée, l’équipe concède le match nul contre la Libye 1-1, alors que dans le même temps la Namibie bat 3-2 l’Éthiopie. Finalement, elle termine deuxième du groupe avec 9 points derrière la Namibie avec 10 points. Parmi les trois places restantes pour la CAN réservées aux 3 meilleurs seconds (Tunisie, Bénin et Afrique du Sud), la RD Congo termine 6e et ne se qualifie pas pour la CAN 2008. L’équipe actuelle est dirigée par des joueurs connus comme Hérita Ilunga (Toulouse FC), Lomana Lua-Lua (Olympiakos Piraeus), Shabani Nonda (Galatasaray SK), Larrys Mabiala (Paris SG), Youssouf Mulumbu (Amiens SC) et Yannick Yenga (Dijon FCO). L'ancien entraîneur de la Guinée, du Maroc et du Niger, le Français Patrice Neveu devient entraineur de la sélection de la RD Congo pour la qualifier pour la Coupe du monde 2010. Hélas, malgré des éléments comme Shabani Nonda ou  Dieumerci Mbokani, les Léopards échouent. Lors du second tour, ils sont devancés par l'Égypte et le surprenant Malawi. En 2009, l'équipe locale remporte le CHAN en Côte d'Ivoire en finale face au Ghana.

### CHAN 2009
La RDC s'est consolée de son élimination en se qualifiant pour Le Championnat d'Afrique des nations de football 2009 (CHAN 2009) est un tournoi qui se disputera en Côte d'Ivoire 
du 22 février au 8 mars 2009. Il s'agit là de la première édition du Championnat d'Afrique des nations où il y aura les huit meilleures équipes africaines locales réparties en deux poules de quatre équipes. Il s'ensuivra ensuite les demi-finales et la finale.
Les Léopards ont été exemptés du tour préliminaire out comme le Cameroun. Ils ont éliminé le Congo, vainqueur du Tchad sur forfait. Au match aller, la RDC est ressortie vainqueur 3-0 à Lubumbashi et le match retour a tourné en faveur des autres Congolais, le score était de 1-2 qui ne sera pas assez pour se qualifier de la  république du Congo. Les Léopards se sont ensuite débarrassés des Lions indomptables du Cameroun sur le score total de 3-0, 0-2 à l'aller et 1-0 au retour.
Les Congolais sont tombés dans le groupe B qui comprend aussi le Ghana, la Libye et le Zimbabwe. L'autre groupe comprend le pays hôte qui est la Côte d'Ivoire, le Sénégal, la Zambie et la Tanzanie.

### De 2011 à 2013
Pour les éliminatoires de la CAN 2012, la RDC est tombée dans le groupe de la mort : le Cameroun, du Sénégal et de l'Île Maurice. Elle commence mal en perdant 4-2 face au Sénégal à Lubumbashi (buts de Kabangu et de Diba-Ilunga), mais elle fait tout de même un bon match nul 1-1 contre le Cameroun à Garoua en ouvrant le score par Yves Diba-Ilunga avant que Eric Miala Nkulukuta marque contre son camp en fin de match. Ensuite, elle gagne 

à domicile face à l'Île Maurice sur le score de 3-0 (buts de LuaLua, Room et de Diba-Ilunga. Lors de la 4e journée, elle regagne encore une fois face à l'équipe de l'Île Maurice cette fois-ci à l'extérieur sur le score de 2-1 (buts de Kabangu et Alain Kaluyituka). Cependant, en pleine crise de turbulences à la suite de problèmes administratifs, de primes non payées, etc. Robert Nouzaret démissionne contre toute attente en dénonçant le manque d'organisation de la fédération peu de temps avant un match important face aux Sénégalais. Alors que l'intérim devait être assuré par Otis N'goma, Claude Le Roy, (qui avait déjà entraîné l'équipe de 2004 à 2006, la qualifiant pour la CAN 2006), accepte de signer un contrat de 3 ans avec les léopards deux jours avant le match contre le Sénégal ! La mission s'avère compliquée dans une équipe secouée depuis longtemps par des énormes problèmes d'organisation. La RDC est finalement éliminée de la course à la CAN en raison d'une défaite 2-0 face au Sénégal au Stade Léopold Sédar Senghor à Dakar. Claude Le Roy annonce que l'objectif à long terme serait une qualification à la Coupe du monde 2014.

### Arrivée d'une nouvelle génération (2013-2014)
Après 7 ans d'absence à la Coupe d'Afrique des Nations, la RDC renoue avec la compétition en se qualifiant pour l'édition 2013 après avoir disposé lors des barrages des Seychelles et de la Guinée équatoriale. Reversée dans le groupe B en compagnie du Ghana, du Niger et du Mali, la sélection ne parvient pas à remporter le moindre match en phase de groupe en réalisant trois matchs nuls et termine avant-dernière de sa poule avec 3 points.
Deux ans plus tard, la RDC finit par se qualifier en maintenant son statut d’outsider ce qui met toujours moins de pression aux équipes, elle en tant que meilleur troisième à la Coupe d'Afrique des Nations 2015 malgré une phase éliminatoire difficile avec des équipes sur le papier de niveau supérieur (Côte d'Ivoire, Cameroun), elle fit même l'exploit de battre la Côte d'Ivoire à Abidjan, sur le score de 4-3.

### L'ère Ibengé: ascension et quasi-absence de la Coupe du monde

#### Vers la recherche de titres continentaux (2015-2016)
Lors de la Coupe d'Afrique des Nations 2015, après trois matchs nuls face à la Zambie, au Cap-Vert et à la Tunisie, les Léopards parviennent tout de même à se qualifier pour les quarts de finale derrière la Tunisie. À cette occasion, ils affrontent son rivale l'autre Congo. Menée 2-0 juste après l'heure de jeu, la RDC renverse la rencontre en l'espace de 15 minutes, marquant trois buts signés Mbokani, Bokila et Kimwaki, avant de l'emporter 4-2 grâce à un second but de Mbokani et d'accéder à leur première demi-finale depuis 1998. Ils s'inclinent face à la Côte d'Ivoire sur le score de 3-1. La RDC arrachera finalement la troisième place de la compétition en s'imposant aux tirs au but 4-2 face au pays organisateur, la Guinée équatoriale (0-0 après 90 minutes).
L'année suivante, ils remportent le Championnat d'Afrique des nations 2016, au Rwanda, après une victoire sur le score de 3-0 face au Mali.

#### Montée en puissance et qualifications à la Coupe du monde 2018 (2016-2017)
Après le Championnat d'Afrique des nations 2016 remporté au Rwanda, les Léopards se qualifient pour la CAN 2017 le 4 septembre 2016, après une victoire 4-1 face à la République centrafricaine. Après leur qualification à la CAN ils entament le 3e tour de qualification après avoir battu le Burundi lors de la double confrontation du 2e tour de qualifications en 2015 (victoire 2-3, match nul 2-2). Ils se retrouvent dans la poule de la Tunisie de la Guinée et de la Libye. Ils commencent leur qualification avec deux victoires 4-0 face à la Libye et 2-1 face à la Guinée, ils terminent l'année 2016 premiers de leur poule avec 6 points a égalité avec la Tunisie pour la qualification au Mondial 2018 en Russie.
Les Léopards se retrouvent au mois de janvier de l'année suivante au Gabon pour la CAN 2017 dans un groupe C très relevé en présence de la Côte d'Ivoire, du Maroc et du Togo. Malgré l'absence de leur attaquant vedette Yannick Bolasie les Léopards terminent premiers de leur poule après deux succès 1-0 face au Maroc et 3-1 face au Togo ainsi qu'un match nul 2-2 face à la Côte d'Ivoire. Mais sont éliminés en quarts de finale après une défaite 2 buts à 1 face au Ghana. Malgré l'élimination des Léopards Junior Kabananga avait fini meilleur buteur de la compétition avec 3 buts. Les Léopards atteignent la 28e place du classement FIFA devant les Pays-Bas en juillet 2017 qui constitue un record historique et la montée en puissance de la RDC. Ils disputent une double confrontation décisive pour la qualification en Russie au mois de septembre 2017 face à la Tunisie qui est à égalité de points avec la RDC (6 points chacun) mais malheureusement la RDC perd 2-1 en Tunisie, et fait match nul 2-2 à Kinshasa après avoir mené 2-0 jusqu'à la 75e minute, laissant la première place du groupe à la Tunisie. Malgré les victoires 2-1 et 3-1 de la RDC face à la Libye et la Guinée respectivement, la Tunisie est quand même qualifié pour le Mondial en Russie lors de l'été 2018 après un carton 4-1 face à la Guinée et un nul 0-0 suffisant en Libye.

#### Sur le toit de l'Afrique et affirmation de la nouvelle génération? (depuis 2017)
La RDC commence sa qualification pour la CAN 2019 face à un succès 3-1 face à leurs voisins du Congo. Ils se retrouvent dans le groupe G accompagné du Zimbabwe, du Congo et du Liberia. Le 8 mars 2017 le sélectionneur Florent Ibenge annonce qu'il ne renouvellera pas son contrat annonçant son départ à la fin de l'année 2018, son dernier objectif est sans doute la qualification à la CAN 2019. Ibenge aura beaucoup fait progressé la RDC qui est passé de la 93e place mondiale à sa prise de fonction en août 2014 à la 28e place en juillet 2017, en soulignant une année 2016 invaincu et titré du CHAN 2016, suivi d'une nomination à la récompense personnelle « CAF Coach of The Year » en français entraîneur de l'année qui fut finalement gagnée par Pisto Mosimane.
Neuf mois après , une longue réunion organisée par la (FECOFA) en présence du président de la fédération Constant Omari le 13 décembre 2017, le sélectionneur via le journal Jeune Afrique Florent Ibenge annonça la prolongation de son contrat d'une durée probable de deux ans. Et une définition définitive du staff technique de l'équipe sujet également évoqué lors cette réunion 

#### Qualification à la CAN 2019 puis échec à la CAN 2019 (2018-2019)
Le 24 mars 2019, grâce à un but de Cédric Bakambu contre le Liberia, lors de l'ultime journée des éliminatoires, la sélection se qualifient pour la Coupe d'Afrique des nations 2019 qui aura lieu en Égypte. Elle tombe dans le groupe A avec le pays organisateur l'Égypte, l'Ouganda et le Zimbabwe. Elle commence mal la compétition en perdant ses 2 premiers matchs face à l'Ouganda (0-2) et face à l'Égypte (2-0). Mais lors de la 3e journée elle bat largement le Zimbabwe sur le score de 4-0 et termine troisième de son groupe. Le 1er juillet grâce aux victoires du Maroc et du Sénégal, la RDC se qualifie pour les huitièmes de finale en se retrouvant parmi les meilleurs troisièmes de la compétition. Elle croise les Barea de Madagascar qui ont créé la surprise en battant le Nigéria lors de la 3e journée du premier tour du tournoi, créant de nouveau la surprise en éliminant les léopards de la république démocratique du Congo pendant la séance des tirs au but (4-2) après un long match avec un score de 2 buts partout (2-2).

### La nouvelle philosophie de jeu: L'ère Nsengi et qualification à la CAN 2021 et absent de la CAN 2021 (2019-2021)
Après l'échec en Égypte, le sélectionneur Florent Ibenge décide de démissionner. La Fédération Congolaise de football a des nouvelles ambitions et veut se lancer pour des nouvelles aventures. Après avoir longuement réfléchit à propos du nouveau staff technique de l'équipe national rd congolaise de football, la Fédération Congolaise de football trouve mieux qu'elle soit à 100% congolais  .Christian Nsengi Biembe est désigné nouvel entraineur. La RDC commence avec 2 matchs amicaux au mois d'octobre, par un match nul contre le champion d'Afrique, l'Algerie(1-1) et une défaite contre la Côte d'Ivoire(3-1). La RDC est logée dans le groupe D des qualifications pour la CAN 2021, avec le Gabon, l'Angola et la Gambie. Elle commence avec 2 matchs nul, à domicile contre le Gabon(0-0) et à l'extérieur contre la Gambie(2-2). Le 25 mars 2021, à l’issue de la 5ème journée des éliminatoires, les Léopards s’inclinent  contre le Gabon sur le score de 3-0 et échouent à se qualifier pour la Coupe d’Afrique des Nations 2021, au profit du Gabon et de la Gambie, une première depuis 10 ans. En mai 2021, Héctor Cúper est nommée sélectionneur de l'équipe de football de RDC.

### Échec lors des barrages pour le Mondial et arrivée du FrançaisSébastien Desabre(Depuis 2022)
En mars 2022, la RDC parvient jusqu'au dernier tour des qualifications pour la Coupe du Monde 2022. Après un match nul (1-1) à domicile face au Maroc, elle s'incline lourdement au match retour (1-4) à Casablanca, mettant ainsi fin à ses espoirs de qualification pour le mondial.
Le 5 juillet 2022, l'Argentin Héctor Cúper est remercié par la fédération congolaise. Cette dernière indique par ailleurs que le technicien a facilité la tâche pour cette séparation en acceptant de recevoir à la baisse ses indemnités de départ.
Début août 2022, Sébastien Desabre est nommé en tant que nouveau sélectionneur alors qu'il était sous contrat avec le club de Ligue 2 de Niort. Après quelques jours de tergiversation liée au mauvais timing choisi par la fédération congolaise, l'annonce est officialisée.

### Qualification à la CAN 2023 et parcours à la CAN 2023
Après un parcours remarquable lors des qualifications à la CAN 2023, la RDC réussit à se qualifier pour la phase de groupe de la CAN 2023. Les Léopards terminent premiers de leur groupe avec un bilan de 4 victoires pour 2 défaites. Ils se retrouvent dans le groupe F de la CAN 2023 avec le Maroc, la Zambie et la Tanzanie. Les Léopards terminent deuxième de leur groupe après 3 matchs nuls (dont un surprenant contre le Maroc 1-1). En 1/8 de finale, ils croisent le chemin de l'Égypte 7 fois vainqueur de la CAN, qu'ils éliminent au tirs au but (1-1 a.p prolongation, 8-7 aux TAB). En 1/4 de finale, ils retrouvent la Guinée tombeuse de la Guinée équatoriale au tour précédent, les Léopards réussissent à les éliminer dans le temps règlementaire (3-1). En demi-finale, ils retrouvent le pays organisateur, la Côte d'Ivoire pour une place en finale de la CAN 2023. Ils s'inclinent face aux Éléphants (1-0) et perdent la petite finale face aux Bafana Bafana de l'Afrique du Sud au tirs au but (0-0, 6-5 aux TAB).

### Historique des maillots
| 1948-1971 | Domicile 1971-1974 | Éxterieur 1971-1974 | 1974-1986 | 1986-1997 | Domicile CHAN 2009 | Éxterieur CHAN 2009 | 2009-2011 |

| Domicile 2012-2013 | Éxterieur 2012-2013 | Domicile 2015-2016 | Éxterieur 2015-2016 | 2016-2017 | 2016-2017 | Domicile 2017 | Éxterieur 2017 | Éxterieur 2019 |

#### Fournisseur des kits
| Fournisseurs de kits | Fournisseurs de kits |
| Dates                | Fournisseur          |
| -------------------- | -------------------- |
| 1974-1992            | Adidas               |
| 1993-1994            | Masita               |
| 1996-1997            | Adidas               |
| 2006-2009            | Airness              |
| 2009-2014            | Erreà                |
| 2014-2023            | O'Neills             |
| 2023-                | Umbro                |

## Palmarès

### Classement FIFA
| Année              | 1999 | 2000 | 2001 | 2002 | 2003 | 2004 | 2005 | 2006 | 2007 | 2008 | 2009 | 2010 | 2011 | 2012 | 2013 | 2014 | 2015 | 2016 | 2017 | 2018 | 2019 | 2020 | 2021 |
| ------------------ | ---- | ---- | ---- | ---- | ---- | ---- | ---- | ---- | ---- | ---- | ---- | ---- | ---- | ---- | ---- | ---- | ---- | ---- | ---- | ---- | ---- | ---- | ---- |
| Classement mondial | 59   | 70   | 77   | 65   | 56   | 78   | 77   | 66   | 74   | 91   | 107  | 130  | 125  | 107  | 82   | 56   | 60   | 48   | 39   | 49   | 56   | 60   | 67   |

### Parcours enCoupe du monde
| Année | Position     |      | Année         | Position |                        | Année | Position |
| 1930  | Non inscrite | 1974 | 1er tour      | 2010     | Non qualifiée          |       |          |
| 1934  | Non inscrite | 1978 | Non qualifiée | 2014     | Non qualifiée          |       |          |
| 1938  | Non inscrite | 1982 | Non qualifiée | 2018     | Non qualifiée          |       |          |
| 1950  | Non inscrite | 1986 | Non inscrite  | 2022     | Non qualifiée          |       |          |
| 1954  | Non inscrite | 1990 | Non qualifiée | 2026     | Éliminatoires en cours |       |          |
| 1958  | Non inscrite | 1994 | Non qualifiée | 2030     | À venir                |       |          |
| 1962  | Non inscrite | 1998 | Non qualifiée | 2034     | À venir                |       |          |
| 1966  | Non inscrite | 2002 | Non qualifiée |          |                        |       |          |
| 1970  | Non inscrite | 2006 | Non qualifiée |          |                        |       |          |

### Parcours enCoupe d'Afrique
| Année | Position          |      | Année             | Position |                    | Année | Position |
| 1957  | Non inscrit       | 1982 | Tour préliminaire | 2006     | Quart de finale    |       |          |
| 1959  | Non inscrit       | 1984 | Tour préliminaire | 2008     | Tour préliminaire  |       |          |
| 1962  | Non inscrit       | 1986 | Tour préliminaire | 2010     | Tour préliminaire  |       |          |
| 1963  | Non inscrit       | 1988 | 1er tour          | 2012     | Tour préliminaire  |       |          |
| 1965  | 1er tour          | 1990 | Tour préliminaire | 2013     | 1er tour           |       |          |
| 1968  | Vainqueur         | 1992 | Quart de finale   | 2015     | Demi-finale (3e)   |       |          |
| 1970  | 1er tour          | 1994 | Quart de finale   | 2017     | Quart de finale    |       |          |
| 1972  | Demi-finale (4e)  | 1996 | Quart de finale   | 2019     | Huitième de finale |       |          |
| 1974  | Vainqueur         | 1998 | Demi-finale (3e)  | 2021     | Tour préliminaire  |       |          |
| 1976  | 1er tour          | 2000 | 1er tour          | 2023     | Demi-finale (4e)   |       |          |
| 1978  | Non inscrit       | 2002 | Quart de finale   | 2025     | À venir            |       |          |
| 1980  | Tour préliminaire | 2004 | 1er tour          | 2027     | À venir            |       |          |

### Parcours enChampionnat d'Afrique des nations
| Année | Position         |      | Année             | Position |                  | Année | Position |
| 2009  | Vainqueur        | 2016 | Vainqueur         | 2022     | Phases de Groupe |       |          |
| 2011  | Quarts de finale | 2018 | Tour préliminaire |          |                  |       |          |
| 2014  | Quarts de finale | 2020 | Quarts de finale  |          |                  |       |          |

### Parcours auTournoi international de football du mali
- Tournoi international de football du mali
- 2020 :  Vainqueur

### Records en CAN
- Meilleur buteur en phase finale : Pierre Ndaye Mulamba, attaquant, 9 buts.
- Premier buteur : 1965 Kalala Mukendi (Congo RD/Ghana 2-5)
- Plus large victoire : 1972, Kinshasa : Congo RD/Zambie 11-0
- Plus large défaite : 1965, Tunis : Congo RD/Ghana 2-5. 1972, Yaoundé : Congo RD/Cameroun 2-5.

## Personnalités
| Rang | Joueur             | Carrière  | Sélections |
| ---- | ------------------ | --------- | ---------- |
| 1    | Chancel Mbemba     | 2013-     | 94         |
| 2    | Issama Mpeko       | 2011–2020 | 82         |
| 3    | Robert Kidiaba     | 2002-2015 | 64         |
| 4    | Cédric Bakambu     | 2015-     | 58         |
| 5    | Meschack Elia      | 2016-     | 55         |
| 6    | Trésor Mputu       | 2004-2021 | 54         |
| 7    | Yannick Bolasie    | 2013-2022 | 50         |
| 7    | Marcel Mbayo       | 1996-2011 | 50         |
| 9    | Dieumerci Mbokani  | 2005-2022 | 49         |
| 10   | Samuel Moutoussamy | 2019-     | 46         |

| Rang | Joueur               | Carrière  | Buts |
| ---- | -------------------- | --------- | ---- |
| 1    | Dieumerci Mbokani    | 2005-2022 | 22   |
| 2    | Cédric Bakambu       | 2015-     | 16   |
| 3    | Trésor Mputu         | 2004-2021 | 14   |
| 3    | Shabani Nonda        | 2000-2008 | 14   |
| 5    | Jean-Jacques Yemweni | 2000-2007 | 12   |
| 6    | Firmin Mubele        | 2013-2018 | 11   |
| 6    | Mesckack Elia        | 2014-     | 11   |
| 7    | Yannick Bolasie      | 2013–2022 | 10   |
| 10   | Eugène Kabongo Ngoy  | 1981–1991 | 10   |
| 10   | Pierre Ndaye Mulamba | 1973–1976 | 10   |

## Sélectionneurs nationaux
|    | sélectionneurs                  | périodes  | Titre                                          |
| -- | ------------------------------- | --------- | ---------------------------------------------- |
| 1  | Ferenc Csanád                   | 1966-1968 | Champion d'Afrique                             |
| 2  | Léon Mokuna                     | 1968-1970 |                                                |
| 3  | André Mori                      | 1970-1971 |                                                |
| 4  | Blagoje Vidinić                 | 1971-1974 | Champion d'Afrique                             |
| 5  | Ștefan Stănculescu              | 1974-1976 |                                                |
| 6  | Mwana Kasongo                   | 1976-1978 |                                                |
| 7  | Yvon Kalambay Ngoy              | 1978-1979 |                                                |
| 8  | Akwete                          | 1979-1980 |                                                |
| 9  | Célestin Tambwe Leya            | 1980-1980 |                                                |
| 10 | Ali Makombo                     | 1980-1981 |                                                |
| 11 | Sele Lutu                       | 1981-1982 |                                                |
| 12 | Richard Orlans                  | 1982-1983 |                                                |
| 13 | Julien Kialunda                 | 1983-1984 |                                                |
| 14 | Otto Pfister                    | 1985-1989 |                                                |
| 15 | Ali Makombo Alamande            | 1989-1989 |                                                |
| 16 | Paul Bonga Bonga                | 1989-1992 |                                                |
| 17 | Pierre Kalala Mukendi           | 1992-1995 |                                                |
| 18 | Muhsin Ertuğral                 | 1995-1996 |                                                |
| 19 | Médard Lusadusu Basilwa         | 1996-1997 |                                                |
| 20 | Mohamed Magassouba              | 1997-1997 |                                                |
| 21 | Celio Barros                    | 1997-1997 |                                                |
| 22 | Saio Mokili                     | 1997-1997 |                                                |
| 23 | Louis Watunda                   | 1998-1999 | 3è place Can 98                                |
| 24 | Roger Palmgren                  | 1999-2000 |                                                |
| 25 | Médard Lusadusu Basilwa         | 2000-2001 |                                                |
| 26 | Mayanga Maku                    | 2001-2001 |                                                |
| 27 | Youri Gavrilov                  | 2001-2002 |                                                |
| 28 | Louis Watunda                   | 2002-2003 |                                                |
| 29 | Mick Wadsworth                  | 2003-2004 |                                                |
| 30 | Claude Le Roy                   | 2004-2006 |                                                |
| 31 | Henri Depireux                  | 2006-2007 |                                                |
| 32 | Patrice Neveu                   | 2008-2010 |                                                |
| 33 | Robert Nouzaret                 | 2010-2011 |                                                |
| 34 | Claude Le Roy                   | 2011-2013 |                                                |
| 35 | Jean N’diela Muntubile «Santos» | 2013-2014 | Champion d'Afrique Chan 2009                   |
| 36 | Florent Ibenge                  | 2014-2019 | 3é place Can 2015 Champion d'Afrique Chan 2016 |
| 37 | Christian Nsengi                | 2019-2021 |                                                |
| 38 | Héctor Cúper                    | 2021-2022 |                                                |
| 39 | Sébastien Desabre               | 2022-     | 4ème place Can 2024                            |

## Effectif actuel
Voici la liste des 26 joueurs sélectionnés pour les rencontres amicales face au Mali et Madagascar, respectivement les 5 et 8 Juin 2025.
Sélections et buts actualisés après le match contre Madagascar le 8 Juin 2025
Staff technique de la Sélection Nationale',
Sélectionneur Adjoint 1 : Raphaël HAMIDI
Sélectionneur Adjoint 2 : Pamphile MIHAYO
Préparateur Physique : Gérôme D’ANTONIO
Préparateur des Gardiens : Robert KIDIABA
Médecin : Dr Matthieu ZIGNANI
Médecin Covid-19 : Dr Jean-Pierre BUNGU
Kinésithérapeute 1 : Thomas FRITZ
Kinésithérapeute 2 : Cédric FAUSTO
Ostéopathe : Jean Luc ARBERET
Team Manager : Dodo LANDU
Secrétaire : Marcel MAYALA
Intendant : Serge BAGETA
Officier Médias : Jerry KALEMO
Kit-Man 1 : MOMIKIA YEMO
Kit-Man 2 : Serge NIANGI
Cuisinier : Antoine MBONGO BONGOLO
Agent Sécurité 1 : LOFO BONGELI
Agent Sécurité 2 : Patrick APATAKI
Agent Sécurité 3 : Richard NKUSU